# José Luis Montoya
José Luis Montoya Garrido (Naucalpan de Juárez, México, 19 de mayo de 1995) es un futbolista mexicano que juega como portero y su equipo actual es el Yalmakan F.C. de la Serie A de la Segunda División de México.

## Clubes
| Club                 | País   | Año               |
| -------------------- | ------ | ----------------- |
| CF Atlante           | México | 2013 - 2015       |
| Potros UAEM          | México | 2015 - 2016       |
| AEM Fútbol Club      | México | 2016 - 2017       |
| CF Atlante           | México | 2017 - 2019       |
| Yalmakan Fútbol Club | México | 2019 - Actualidad |